# Обратный транспорт электронов
Обратный транспорт электронов (также известный как обратный поток электронов) — механизм обмена веществ, при котором электроны переносятся от доноров к акцепторам дыхательной цепи переноса электронов против градиента окислительно-восстановительных потенциалов, что может происходить только с затратами энергии.  Хемолитоавтотрофы  или фотолитоавтотрофы для получения восстановительных эквивалентов (то есть НАДН, НАДФН или ферредоксина) могут использовать донор электронов с более высоким окислительно-восстановительным потенциалом, например, нитрит или соединения серы. При этом организмы должны затрачивать энергию протон-движущей силы, используя протонный градиент для переноса электронов в противоположном направлении по дыхательной цепи переноса электронов. Энергию для создания протон-движущей силы хемолитотрофы получают при окислении неорганических веществ, а фоторофы за счет энергии солнечного света. В некоторых случаях, при обратном транспорте электронов энергии потребляется в пять раз больше, чем ее вырабатывается при прямом транспорте электронов.  Автотрофы могут использовать этот процесс для восполнения восстановленных эквивалентов для фиксации углерода при процессах хемосинтеза и аноксигенного фотосинтеза.